# Hryhorij Baraneć
Hryhorij Hryhorowycz Baraneć, ukr. Григорій Григорович Баранець (ur. 22 lipca 1986 we Lwowie) – ukraiński piłkarz, grający na pozycji pomocnika.

## Kariera piłkarska

### Kariera klubowa
Wychowanek Szkoły Piłkarskiej Karpaty Lwów. Pierwszy trener - Mykoła Dudarenko. Rozpoczął karierę piłkarską w trzeciej, a potem grał w drugiej drużynie Karpaty Lwów. W sezonie 2005/06 bronił barw Spartaka Iwano-Frankowsk. Z powodu problemów finansowych klub był zmuszony sprzedać piłkarza do Hazowyk-Skały Stryj. Od sezonu 2006/07 jest podstawowym piłkarzem nowo utworzonego klubu FK Lwów. 6 lipca 2010 podpisał kontrakt z Karpatami Lwów. 22 lutego 2011 przeszedł do Obołoni Kijów. 27 lutego 2013 roku zasilił skład Nywy Tarnopol. 13 lutego 2014 przeniósł się z bratem Borysem do Zirki Kirowohrad. W czerwcu 2016 przeszedł do Ruchu Winniki. 28 maja 2019 po zakończeniu ostatniej kolejki sezonu 2018/19 piłkarz ogłosił z bratem o zakończeniu kariery piłkarskiej.

### Kariera reprezentacyjna
W juniorskiej reprezentacji Ukrainy wystąpił 4 razy.

## Sukcesy i odznaczenia

### Sukcesy klubowe
- wicemistrz Pierwszej lihi Ukrainy: 2008